# Распространение салафизма
Распространение салафизма происходит во многих странах мира и обусловлено активными проповедническими мероприятиями и материальной поддержке течения.
Начиная с середины 1970-х и 1980-х годов (и, по-видимому, ослабевая после 2017 года), салафизм и ваххабизм — поддерживаемый Королевством Саудовская Аравия и Катаром — достигли «выдающейся позиции силы в глобальном выражении салафитского ислама».
По мнению политолога Алексея Алексиева, стимулом для распространения салафизма (ваххабизма) стала «крупнейшая всемирная салафитская пропагандистская кампания в истории» Дэвид А. Каплан описывает ее как «затмившую пропагандистские усилия Советов в разгар Холодной войны» финансируемую за счет экспорта нефти.

## Университеты
Исламский университет Медины был создан в качестве альтернативы университету Аль-Азхар в Каире, который в 1961 году, когда был основан Исламский университет, находился под контролем Насера . Школа была предназначена для обучения студентов со всего мира, и в конечном итоге 85 % ее студентов не были гражданами Саудовской Аравии, что сделало ее важным инструментом для распространения салафизма на международном уровне.

## Джихад
С 1981 по 2006 год, по оценкам салафитскими террористами (обычно джихадистами-салафитами, такими как «Аль-Каида») было совершено около 700 террористических атак за пределами зон боевых действий, в результате которых погибло около 7000 человек. Вопрос о том, существует ли связь между ваххабизмом(салафизмом) и Саудовской Аравией с одной стороны, и джихадистами-салафитами с другой, если таковая имеется, является спорным. Обвинения в связях Саудовской Аравии с терроризмом «были предметом многих лет» расследований и яростных дебатов правительства США. Ваххабизм(салафизм) называют «источником экстремизма, который поощряет и узаконивает» насилие против мирных жителей (Юсаф Батт)
В период с середины 1970-х по 2002 год салафитская Саудовская Аравия выделила более 70 миллиардов долларов на «помощь зарубежному развитию», причем подавляющее большинство этой помощи было религиозной, в частности, распространение и расширение влияния салафизма за счет других форм ислама. Есть разные мнения по поводу того, разжигают ли саудовская помощь и салафизм, салафитский терроризм (салафитский джихадизм) в странах-получателях.
Два основных способа, посредством которых салафизм и его финансирование предположительно связаны с террористическими атаками, — это: 1) салафитская доктрина аль-Вала валь Бара. 2) финансирование салафитского терроризма.

## Финансирование Саудовской Аравией
С 1982 по 2005 год в целях распространения и продвижения салафизма было потрачено больше 75 миллиардов долларов через международные организации в десятках посольств Саудовской Аравии на создание/строительство 200 исламских колледжей, 210 исламских центров, 1500 мечетей и 2000 школ для детей-мусульман в странах с мусульманским и немусульманским большинством. Финансирование мечетей сочеталось с убеждением пропагандировать призыв Салафийя (Салафизм); школы были «фундаменталистскими» по мировоззрению и образовали сеть "от Судана до северного Пакистана ". Финансовая поддержка салафитской пропаганды была названа «религиозным требованием» для саудовских правителей, от которого нельзя отказаться «без потери их внутренней легитимности» как защитников и пропагандистов ислама.
Правительство Саудовской Аравии предлагает финансовую помощь салафитским джихадистам. По данным по крайней мере одного источника (Энтони Х. Кордесмана), этот поток денег из Королевства внешним экстремистам «вероятно» имел больший эффект, чем «религиозное мышление и миссионерские усилия» Королевства. По словам критиков, в дополнение к пожертвованиям искренне верующих в салафитский джихадизм, работающих в благотворительных организациях, деньги для террористов от правительства Саудовской Аравии является, отчасти для того, чтобы удержать салафитских джихадистов от более активной деятельности в Саудовской Аравии. В 1990-х годах салафитские группировки «Аль-Каида» и «Джихад Исламия» заняли руководящие должности в нескольких салафитских благотворительных организациях, поставив на них своих самых доверенных людей (Абуза, 2003). Салафитские террористы «Аль-Каиды» и ДИ тогда перенаправляли около 15-20 %, а в некоторых случаях и до 60 % средств на финансирование своих операций. Закари Абуза подсчитал, что 300 частных исламских благотворительных организаций, обосновавшихся в Саудовской Аравии, распределили более 10 миллиардов долларов по всему миру в поддержку салафитской повестки дня". Взносы состоятельных и богатых саудовцев поступают из закята, но взносы часто составляют около 10 %, а не обязательные 2,5 % от их активов, приносящих доход, и сопровождаются минимальными, если вообще проводятся, расследованиями результатов взносов.
К салафитским организациям, финансируемым правительством Саудовской Аравии и Катара, относятся «Братья-мусульмане» и «Джамаат-и-Ислами» (до разрыва между «Братьями-мусульманами»). Хотя их союзы не всегда были постоянными, они, как говорят, образовали «совместное предприятие», разделяя сильное «отвращение» к западному влиянию, веру в строгое соблюдение шариата, оппозицию как шиитам, так и суфиям, и веру в важность вооруженного салафитского джихада. «Слияние» двух движений произошло в результате афганского джихада, где тысячи салафитских джихадистов были обучены и оснащены для борьбы против Советов и их афганских союзников в Афганистане в 1980-х годах.
Финансирование подверглось критике за пропаганду нетерпимой, фанатичной формы ислама, которая якобы способствовала возникновению "исламского терроризма" и такфира. Критики утверждают, что добровольцы, мобилизованные для борьбы в Афганистане (например, Усама бен Ладен), продолжили вести салафитский джихад против мусульманских правительств и мирных жителей в других странах.
Благодаря своему нефтяному богатству правительство Саудовской Аравии стремились заменить националистические движения в мусульманском мире салафизмом, вывести ислам «на передний план международной сцены» и объединить ислам во всем мире под единым салафитским вероучением, уделяя особое внимание мусульманам, иммигрировавшим на Запад («особая цель»).
По словам журналиста Скотта Шейна, «когда саудовские муллы приезжали в мусульманские страны Азии, Африки и других регионов, облаченные в традиционные арабские одежды, говорящие на языке Корана и имеющие при себе щедрую чековую книжку, они автоматически пользовались доверием».

## Финансирование правительствами Катара, ОАЭ и Кувейта
Другие королевства Персидского залива были меньше по численности населения, чем Саудовская Аравия, но некоторые из них (в частности, правительства ОАЭ, Кувейт, Катар) также поддерживали консервативные салафитские движения, включая салафитские джихадистские группировки. По данным журнала The Atlantic, «военная и экономическая щедрость Катара нашла свое применение» к группировке «Аль-Каида», действующей в Сирии, «Джабхат ан-Нусра». Согласно секретному меморандуму, подписанному Хиллари Клинтон и опубликованному Wikileaks, у Катара наихудший послужной список сотрудничества с США в борьбе с терроризмом. В марте 2022 года в ходе Четвертого стратегического диалога высокого уровня между Государством Катар и Контртеррористическим управлением ООН (КТУ ООН) обсуждались стратегические приоритеты и сотрудничество в целях эффективной поддержки со стороны Организации Объединенных Наций государств-членов в борьбе с терроризмом. Катар является вторым по величине донором Целевого фонда Организации Объединенных Наций по борьбе с терроризмом из 35 других доноров. По словам журналиста Оуэна Джонса, «влиятельные частные» граждане Катара «безусловно» финансируют самопровозглашенное «ИГИЛ», а «богатые кувейтцы» финансируют группировки как « Джабхат ан-Нусры» в Сирии. В Кувейте «Общество возрождения исламского наследия» финансирует салафитскую группировку «Аль-Каиду», согласно данным Министерства финансов США. По словам Кристиана Коутса Ульрихсена (ассоциированного научного сотрудника Chatham House), «высокопоставленные кувейтские священнослужители совершенно открыто поддерживали такие салафитские группировки, как „ан-Нусра“, используя телепрограммы в Кувейте, чтобы демонстрировать это».
В 2017 году обострилась напряженность между тремя салафитскими государствами: Саудовской Аравией/ОАЭ и Катаром, связанная с тем, каким образом и среди каких групп распространяется «Салафизм».
Катар поддерживал салафитскую политическую партию «Братьев-мусульман» в Египте даже после свержения режима Мохамеда Мурси в 2013 году, а правитель Катара шейх Тамим бин Хамад Аль Тани осудил отстранение Мурси от должности. В июне 2016 года Мурси был приговорен к пожизненному заключению за передачу государственных секретов салафитскому (ваххабитскому) Катару.
Правительство Катара поддержал салафиткие группировки в Ливии, Сирии и Йемене. В частности, в Ливии Катар поддержал салафитское правительство, созданное в Триполи. Во время революции 2011 года, в результате которой был свергнут президент Муаммар Каддафи, Катар предоставил «десятки миллионов долларов в виде помощи, военной подготовки и более 20 000 тонн оружия» повстанцам, выступавшим против Каддафи, и салафитским джихадистким ополченцам в частности. Поток оружия не был остановлен после свержения правительства Каддафи. Катар поддержал священнослужителя Али аль-Саллаби, лидера салафитского ополчения «Катиба 17 февраля» Исмаила аль-Саллаби и лидера Военного совета Триполи Абделя Хакима Бельхаджа.
ХАМАС в Палестине получил значительную финансовую поддержку. Катар принимает политиков ХАМАС с 2012 года. Главари ХАМАС встречалось с международными делегациями на территории Катара. Совсем недавно Катар обвинялся в оказании материальной и финансовой поддержки операциям ХАМАС под видом помощи в восстановлении Газы. (Политбюро ХАМАС утверждает, что большая часть поддержки Катара была собрана через благотворительные организации и народные комитеты.)
По словам ученого Жиля Кепеля (посвятившего главу своей книги «Джихад» этой теме — «Создание петроислама на руинах арабского национализма»), в годы, непосредственно последовавшие за войной 1973 года, «петроислам» был «своего рода прозвищем» для «электората» салафитских проповедников, которые выступали за «строгое соблюдение шариата в политической, моральной и культурной сферах». Оценки расходов Саудовской Аравии на религиозные цели за рубежом включают «более 100 миллиардов долларов»; от 2 до 3 миллиардов долларов в год с 1975 года (по сравнению с годовым бюджетом советской пропаганды в размере 1 миллиарда долларов в год); и «не менее 87 миллиардов долларов» с 1987 по 2007 год. Финансирование осуществлялось правительством Саудовской Аравии, фондами, частными источниками, такими как сети, основанные на религиозных авторитетах.

## Аль-Каида
Американские правительство и СМИ обвинили правительство Саудовской Аравии в поддержке джихадистов и терпимости к джихадистской культуре, отметив, что Усама бен Ладен и пятнадцать из девятнадцати угонщиков самолетов 11 сентября были из салафитской Саудовской Аравии.

В 2002 году в отчете Целевой группы по борьбе с финансированием терроризма Совета по международным отношениям было установлено, что:
«В течение многих лет частные лица, базирующиеся в Саудовской Аравии, были важнейшим источником финансирования для Аль-Каиды. И в течение многих лет саудовские чиновники закрывали глаза на эту проблему».
В дипломатических телеграммах США, опубликованных WikiLeaks в 2010 году, содержатся жалобы на финансирование суннитских экстремистов со стороны правительства Катара и Саудовской .
Согласно сообщению Госдепартамента США от 2009 года, сделанному тогдашним госсекретарем США Хиллари Клинтон, «доноры в Саудовской Аравии являются наиболее значительным источником финансирования суннитских террористических группировок по всему миру» — террористических группировок, таких как «Аль-Каида», афганский «Талибан» и «Лашкар-и-Тайба» в Южной Азии. «Саудовская Аравия остается важнейшей финансовой базой поддержки салафитского и деобандийского терроризма». Утверждается, что некоторые благотворительные организации служат прикрытием для отмывания денег и финансирования терроризма, и что некоторые саудовцы «прекрасно знают, на какие террористические цели будут направлены их деньги».

#### Мнения
Ф. Грегори Гаузе III Ролана Жаккара, Рохана Гунаратна, Стивена Шварца считают, что существует связь между салафизмом и «Аль-Каидой».

Американский ученый Фарах Пандит (старший научный сотрудник Совета по международным отношениям), которая «посетила 80 стран в период с 2009 по 2014 год в качестве первого специального представителя США в мусульманских общинах» считает:
Влияние салафитов продолжает создавать идеологическую «нарративную базу», способствующую экстремистскому насилию (если не конкретно «Аль-Каиде»)
По словам полковника армии США Томаса Ф. Линча III, салафитские джихадисты совершили около 700 террористических атак, в результате которых погибло около 7000 человек. В то время как шиитские экстремисты совершили 158 террористических атак, в результате которых погибло около 3000 человек, в период с 1981 по 2006 год. Вопрос о том, какая связь существует между собственно Салафизмом(ваххабизмом) и идеологией салафитских джихадистов, таких как «Аль-Каида», которые осуществляют эти атаки, является спорным. Джонатан Созек сообщает, что хотя бен Ладен и называл себя салафитом, он не был связан с ваххабитским движением.
Исследователь Дор Голд отмечает, что Усама бен Ладен не только получил салафитское образование, но и, помимо прочих уничижительных высказываний, обвинял свою цель — США — в том, что они являются «Хубалом века», нуждающимся в уничтожении. Фокус на Хубале, каменном идоле седьмого века, следует за салафитским акцентом на важности необходимости уничтожения всех идолов.

## ИГИЛ
Группировка " ИГИЛ " в Ираке и Сирии, которое изначально возглавлял аль-Багдади, было описано как более жестокое, чем «Аль-Каида», и более тесно связанное с ваххабизмом, наряду с салафизмом и салафитским джихадизмом. По словам корреспондента The New York Times Дэвида Д. Киркпатрика, руководство «ИГИЛ» публично заявляет о своей приверженности салафитскому (ваххабитскому) движению в своих «руководящих принципах». Он сообщил, что ИГИЛ распространяло фотографии саудовской религиозной программы.

### Комментарии
1. ↑  what the French political scientist Gilles Kepel defined as[6]
2. ↑  according to political scientist Alex Alexiev[7],
3. ↑  according to journalist David A. Kaplan[7],
4. ↑  (Muslim World League, the World Assembly of Muslim Youth, the International Islamic Relief Organization, and various royal charities)[22] Led by Prince Salman bin Abdul-Aziz, Minister of Defense at the time, who became king in January 2015.
5. ↑  During the Afghan jihad against the Soviets, for example, in addition to the Saudi government, "Saudi movements or personalities such as Sheikh Abd al-Aziz ibn Baz, the highest authority of Wahhabism" had their own networks[57].

### Сноски
1. ↑  DAOUD, KAMEL (16 ноября 2017). If Saudi Arabia Reforms, What Happens to Islamists Elsewhere?. The New York Times. Дата обращения: 16 ноября 2017.
2. ↑  Musa, Mohd Faizal. The Riyal and Ringgit of Petro-Islam: Investing Salafism in Education // Islam in Southeast Asia: Negotiating Modernity / Saat. — Singapore : ISEAS Publishing, 2018. — P. 63–88. — ISBN 9789814818001. — doi:10.1355/9789814818001-006.
3. 1 2 3 4  Wagemakers, Joas. Part 3: Fundamentalisms and Extremists – The Citadel of Salafism // Handbook of Islamic Sects and Movements / Cusack ; Upal. — Leiden and Boston : Brill Publishers, 2021. — Vol. 21. — P. 333–347. — ISBN 978-90-04-43554-4. — doi:10.1163/9789004435544_019.
4. ↑  Hasan, Noorhaidi (2010). The Failure of the Wahhabi Campaign: Transnational Islam and the Salafi madrasa in post-9/11 Indonesia. South East Asia Research. 18 (4). Taylor & Francis on behalf of the SOAS University of London: 675–705. doi:10.5367/sear.2010.0015. ISSN 2043-6874. JSTOR 23750964. S2CID 147114018.
5. ↑  6 common misconceptions about Salafi Muslims in the West (англ.). OUPblog (5 октября 2016). Дата обращения: 20 августа 2021.
6. 1 2  Kepel, Gilles. Jihad: The Trail of Political Islam. — New York : I.B. Tauris, 2003. — P. 61–62. — ISBN 9781845112578.
7. 1 2  Gaffney, Jr., Frank. Waging the 'War of Ideas'. Center for Security Policy (8 декабря 2003). Дата обращения: 8 июля 2017.
8. 1 2 3  Kepel, Gilles. Jihad: The Trail of Political Islam. — I.B. Tauris, 2006. — P. 51. — «Well before the full emergence of Islamism in the 1970s, a growing constituency nicknamed `petro-Islam` included Wahhabi ulemas and Islamist intellectuals and promoted strict implementation of the sharia in the political, moral and cultural spheres; this proto-movement had few social concerns and even fewer revolutionary ones.». — ISBN 9781845112578.
9. ↑  JASSER, ZUHDI. STATEMENT OF ZUHDI JASSER, M.D., PRESIDENT, AMERICAN ISLAMIC FORUM FOR DEMOCRACY. 2013 ANTI–SEMITISM: A GROWING THREAT TO ALL FAITHS. HEARING BEFORE THE SUBCOMMITTEE ON AFRICA, GLOBAL HEALTH, GLOBAL HUMAN RIGHTS, AND INTERNATIONAL ORGANIZATIONS OF THE COMMITTEE ON FOREIGN AFFAIRS HOUSE OF REPRESENTATIVES. FEBRUARY 27, 2013 27. U.S. GOVERNMENT PRINTING OFFICE. — «Lastly, the Saudis spent tens of billions of dollars throughout the world to pump Wahhabism or petro-Islam, a particularly virulent and militant version of supremacist Islamism.» Дата обращения: 31 марта 2014.
10. ↑  Al-Jazira, September 7, 2001
11. 1 2  Kepel, Gilles. The War for Muslim Minds. — Belknap Press of Harvard University Press, 2004. — P. 158. — «Starting in the 1950s, religious institutions in Saudi Arabia published and disseminated new editions of Ibn Taymiyya's works for free throughout the world, financed by petroleum royalties. These works have been cited widely: by Abd al-Salam Faraj, the spokesperson for the group that assassinated Egyptian President Anwar Sadat in 1981; in GIA tracts calling for the massacre of `infidels`during the Algerian civil war in the 1990s; and today on Internet sites exhorting Muslim women in the west to wear veils as a religious obligation.». — ISBN 9780674015753.
12. ↑  HUBBARD, BEN; SHANE, SCOTT (4 февраля 2015). Pre-9/11 Ties Haunt Saudis as New Accusations Surface. The New York Times. Дата обращения: 5 февраля 2015.
13. ↑  Lynch III, Thomas F. Sunni and Shi'a Terrorism Differences that Matter. gsmcneal.com 29–30. Combating Terrorism Center at West Point (29 декабря 2008). Дата обращения: 22 октября 2014.
14. 1 2  LICHTBLAU, ERIC (23 июня 2009). Documents Back Saudi Link to Extremists. The New York Times. Дата обращения: 17 августа 2014. The new documents, provided to The New York Times by the lawyers, are among several hundred thousand pages of investigative material obtained by the Sept. 11 families and their insurers as part of a long-running civil lawsuit seeking to hold Saudi Arabia and its royal family liable for financing Al Qaeda.
15. ↑  Butt, Yousaf (20 января 2015). How Saudi Wahhabism Is the Fountainhead of Islamist Terrorism. Дата обращения: 31 октября 2015.
16. ↑  David, J Jonsson. Islamic Economics and the Final Jihad. — Xulon Press, 2006. — P. 249–250. — ISBN 978-1-59781-980-0.
17. ↑  David, J Jonsson. Islamic Economics and the Final Jihad. — Xulon Press, 2006. — P. 250. — ISBN 978-1-59781-980-0.
18. ↑  Jihad and the Saudi petrodollar. BBC News. 15 ноября 2007. Дата обращения: 29 июля 2011.
19. ↑  Lynch III, Thomas F. Sunni and Shi'a Terrorism Differences that Matter. gsmcneal.com 30. Combating Terrorism Center at West Point (29 декабря 2008). — «Although Sunni‐extremist fervor dissipates the further one travels from the wellsprings of Cairo and Riyadh, Salafist (and very similar Wahhabi) teaching is prominently featured at thousands of worldwide schools funded by fundamentalist Sunni Muslim charities, especially those from Saudi Arabia and those which are based across the Arabian Peninsula.» Дата обращения: 31 октября 2014.
20. ↑  Malbouisson, Cofie D. Focus on Islamic issues. — Nova Publishers, 2007. — P. 26. — ISBN 978-1-60021-204-8.
21. ↑  Cordesman, Anthony H. Saudi Arabia Enters The 21st Century: IV. Opposition and Islamic Extremism Final Review. — Center for Strategic and International Studies, 2002. — P. 17–18. — «Many aspects of the Saudi curriculum were not fully modernized after the 1960s. Some Saudi textbooks taught Islamic tolerance while others condemned Jews and Christians. Anti-Christian and anti-Jewish passages remained in grade school textbooks that use rhetoric that were little more than hate literature. The same was true of more sophisticated books issued by the Saudi Ministry of Islamic Practices. Even the English-language Korans which were made available in the hotels which were located in the Kingdom contained parenthetical passages which condemned Christians and Jews, passages that were not contained in any English language editions of the Koran which were published outside Saudi Arabia.».
22. ↑  House, Karen Elliott. On Saudi Arabia: Its People, Past, Religion, Fault Lines and Future. — Knopf, 2012. — P. 234. — «To this day, the regime funds numerous international organizations to spread fundamentalist Islam, including the Muslim World League, the World Assembly of Muslim Youth, the International Islamic Relief Organization, and various royal charities such as the Popular Committee for Assisting the Palestinian Muhahedeen, led by Prince Salman bin Abdul-Aziz, now minister of defense, who often is touted as a potential future king. Supporting da'wah, which literally means `making an invitation` to Islam, is a religious requirement that Saudi rulers feel they could not abandon without losing their domestic legitimacy as protectors and propagators of Islam. Yet in the wake of 9/11, American anger at the kingdom led the U.S. government to demand controls on Saudi largesse to Islamic groups that funded terrorism.». — ISBN 978-0307473288.
23. 1 2  Lacey, Robert. Inside the Kingdom: Kings, Clerics, Modernists, Terrorists, and the Struggle for Saudi Arabia. — Viking, 2009. — P. 95. — «The Kingdom's 70 or so embassies around the world already featured cultural, educational, and military attaches, along with consular officers who organized visas for the hajj. Now they were joined by religious attaches, whose job was to get new mosques built in their countries and to persuade existing mosques to propagate the dawah wahhabiya.». — ISBN 9780670021185.
24. ↑  Ibrahim, Youssef Michel (2002-08-11). The Mideast Threat That's Hard to Define. Архивировано из оригинала 2014-09-04. Дата обращения: 2014-08-21. ... money that brought Wahabis power throughout the Arab world and financed networks of fundamentalist schools from Sudan to northern Pakistan. {{cite journal}}: |archive-date= / |archive-url= несоответствие временной метки; предлагается 4 сентября 2014 (справка); Cite journal требует |journal= (справка)
25. ↑  According to diplomat and political scientist Dore Gold, this funding was for support for Saudi approved Islam in Non-Muslim countries alone. Gold, Dore. Hatred's Kingdom: How Saudi Arabia Supports the New Global Terrorism. — Regnery, 2003. — P. 126.
26. ↑  Ibrahim, Youssef Michel (11 августа 2002). The Mideast Threat That's Hard to Define. Council on foreign relations. Архивировано из оригинала 4 сентября 2014. Дата обращения: 25 октября 2014.
27. ↑  House, Karen Elliott. On Saudi Arabia : Its People, Past, Religion, Fault Lines and Future. — Knopf, 2012. — P. 234. — «A former US Treasury Department official is quoted by Washington Post reporter David Ottaway in a 2004 article [Ottaway, David The King's Messenger New York: Walker, 2008, p.185] as estimating that the late king [Fadh] spent `north of $75 billion` in his efforts to spread Wahhabi Islam. According to Ottaway, the king boasted on his personal Web site that he established 200 Islamic colleges, 210 Islamic centers, 1500 mosques, and 2000 schools for Muslim children in non-Islamic nations. The late king also launched a publishing center in Medina that by 2000 had distributed 138 million copies of the Koran worldwide.».
28. ↑  Kepel, Gilles. Jihad: The Trail of Political Islam. — I.B. Tauris, 2006. — P. 72. — «founded in 1962 as a counterweight to Nasser's propaganda, opened new offices in every area of the world where Muslims lived. The league played a pioneering role in supporting Islamic associations, mosques, and investment plans for the future. In addition, the Saudi ministry for religious affairs printed and distributed millions of Korans free of charge, along with Wahhabite doctrinal texts, among the world's mosques, from the African plains to the rice paddies of Indonesia and the Muslim immigrant high-rise housing projects of European cities. For the first time in fourteen centuries, the same books ... could be found from one end of the Umma to the other... hewed to the same doctrinal line and excluded other currents of thought that had formerly been part of a more pluralistic Islam.». — ISBN 9781845112578.
29. ↑  Al-Rasheed, Madawi. A History of Saudi Arabia. — Cambridge University Press, 2010. — P. 233. — ISBN 978-0-521-74754-7.
30. 1 2  Cordesman, Anthony H. Saudi Arabia Enters The 21st Century: IV. Opposition and Islamic Extremism Final Review. — CSIS, December 31, 2002. — P. 6–7.
31. ↑  EU, INVOLVEMENT OF SALAFISM/WAHHABISM, 2013: p.120
32. ↑  Zachary Abuza, «Funding Terrorism in Southeast Asia: The Financial Network of Al Qaeda and Jemaah Islamiyah» | The National Bureau of Asian Research 14, no. 5 (December 2003): 22.
33. ↑  Kepel, Gilles. Jihad: On the Trail of Political Islam. — Belknap Press of Harvard University Press, 2002. — P. 220. — «Hostile as they were to the `sheikists`, the jihadist-salafists were even angrier with the Muslim Brothers, whose excessive moderation they denounced ...». — ISBN 9781845112578.
34. 1 2  Roy, Olivier. The Failure of Political Islam. — Cambridge, Massachusetts : Harvard University Press, 1994. — P. 117. — «The Muslim Brothers agreed not to operate in Saudi Arabia itself, but served as a relay for contacts with foreign Islamist movements. The MBs also used as a relay in South Asia movements long established on an indigenous basis (Jamaat-i Islami). Thus the MB played an essential role in the choice of organisations and individuals likely to receive Saudi subsidies. On a doctrinal level, the differences are certainly significant between the MBs and the Wahhabis, but their common references to Hanbalism ... their rejection of the division into juridical schools, and their virulent opposition to Shiism and popular religious practices (the cult of 'saints') furnished them with the common themes of a reformist and puritanical preaching. This alliance carried in its wake older fundamentalist movements, non-Wahhabi but with strong local roots, such as the Pakistani Ahl-i Hadith or the Ikhwan of continental China.». — ISBN 9780674291416.
35. ↑  Commins, David. The Wahhabi Mission and Saudi Arabia. — I.B.Tauris, 2009. — P. 141. — «[MB founder Hasan al-Banna] shared with the Wahhabis a strong revulsion against western influences and unwavering confidence that Islam is both the true religion and a sufficient foundation for conducting worldly affairs ... More generally, Banna's [had a] keen desire for Muslim unity to ward off western imperialism led him to espouse an inclusive definition of the community of believers. ... he would urge his followers, `Let us cooperate in those things on which we can agree and be lenient in those on which we cannot.` ... A salient element in Banna's notion of Islam as a total way of life came from the idea that the Muslim world was backward and the corollary that the state is responsible for guaranteeing decent living conditions for its citizens.».
36. 1 2 3  Kepel, Gilles. The War for Muslim Minds: Islam and the West. — Harvard University Press, 2004. — P. 156. — «In the melting pot of Arabia during the 1960s, local clerics trained in the Wahhabite tradition joined with activists and militants affiliated with the Muslims Brothers who had been exiled from the neighboring countries of Egypt, Syria and Iraq ... The phenomenon of Osama bin Laden and his associates cannot be understood outside this hybrid tradition.». — ISBN 9780674015753.
37. ↑  Gold, Dore. Hatred's Kingdom: How Saudi Arabia Supports the New Global Terrorism. — Regnery, 2003. — P. 237. — ISBN 9781596988194.
38. ↑  Pabst, Adrian. Pakistan must confront Wahhabism. Guardian. Unlike many Sunnis in Iraq, most Taliban in Afghanistan and Pakistan have embraced the puritanical and fundamentalist Islam of the Wahhabi mullahs from Saudi Arabia who wage a ruthless war not just against western "infidels" but also against fellow Muslims they consider to be apostates, in particular the Sufis. ... in the 1980s ... during the Afghan resistance against the Soviet invasion, elements in Saudi Arabia poured in money, arms and extremist ideology. Through a network of madrasas, Saudi-sponsored Wahhabi Islam indoctrinated young Muslims with fundamentalist Puritanism, denouncing Sufi music and poetry as decadent and immoral.
39. ↑  Kepel, Gilles. Jihad: The Trail of Political Islam. — New York : I.B. Tauris, 2003. — P. 70. — «Prior to 1973, Islam was everywhere dominated by national or local traditions rooted in the piety of the common people, with clerics from the different schools of Sunni religious law established in all major regions of the Muslim world (Hanafite in the Turkish zones of South Asia, Malakite in Africa, Shafeite in Southeast Asia), along with their Shiite counterparts. This motley establishment held Saudi inspired puritanism in great suspicion on account of its sectarian character. But after 1973, the oil-rich Wahhabites found themselves in a different economic position, being able to mount a wide-ranging campaign of proselytizing among the Sunnis (The Shiites, whom the Sunnis considered heretics, remained outside the movement). The objective was to bring Islam to the forefront of the international scene, to substitute it for the various discredited nationalist movements, and to refine the multitude of voices within the religion down to the single creed of the masters of Mecca. The Saudis' zeal now embraced the entire world ... [and in the West] immigrant Muslim populations were their special target."». — ISBN 9781845112578.
40. ↑  Shane, Scott (25 августа 2016). Saudis and Extremism: 'Both the Arsonists and the Firefighters'. The New York Times (англ.). ISSN 0362-4331. Дата обращения: 22 июня 2017.
41. ↑  CLEMONS, STEVE (2014-06-23). 'Thank God for the Saudis': ISIS, Iraq, and the Lessons of Blowback. The Atlantic. Дата обращения: 2015-05-12.
42. 1 2 3 4 5  Jones, Owen (31 августа 2014). To really combat terror, end support for Saudi Arabia. Дата обращения: 12 мая 2015. Take Qatar. There is evidence that, as the US magazine The Atlantic puts it, "Qatar's military and economic largesse has made its way to Jabhat al-Nusra", an al-Qaida group operating in Syria. Less than two weeks ago, Germany's development minister, Gerd Mueller, was slapped down after pointing the finger at Qatar for funding Islamic State (Isis). While there is no evidence to suggest Qatar's regime is directly funding Isis, powerful private individuals within the state certainly are, and arms intended for other jihadi groups are likely to have fallen into their hands. According to a secret memo signed by Hillary Clinton, released by Wikileaks, Qatar has the worst record of counter-terrorism cooperation with the US.
43. ↑  The United Nations Office of Counter-Terrorism and the State of Qatar. United Nations (24 марта 2022).
44. ↑  Jaffrelot, Christophe (5 июля 2017). The Saudi connection. The Indian Express. Дата обращения: 7 июля 2017.
45. ↑  Islam Hassan (2015-03-31). GCC's 2014 Crisis: Causes, Issues and Solutions. Gulf Cooperation Council's Challenges and Prospects. Al Jazeera Research Center. Дата обращения: 2015-06-04.
46. ↑  Mohammed Morsi: Egypt's former president given life in spying case. BBC News. 18 июня 2016. Дата обращения: 19 июня 2016.
47. ↑  Hendawi, Hamza (18 июня 2016). Egyptian court sentences 2 Al-Jazeera employees to death. Associated Press News. Дата обращения: 30 сентября 2017.
48. ↑  The UAE and Qatar Wage a Proxy War in Libya. International Policy Digest (13 декабря 2015). Дата обращения: 9 июня 2016. Архивировано из оригинала 1 июля 2016 года.
49. 1 2  Dagher, Sam; Tripoli, Charles Levinson in (17 октября 2011). Tiny Kingdom's Huge Role in Libya Draws Concern. Wall Street Journal. ISSN 0099-9660. Дата обращения: 9 июня 2016.
50. 1 2 3  Spencer, David Blair and Richard. How Qatar is funding the rise of Islamist extremists. Telegraph (20 сентября 2014). Дата обращения: 9 июня 2016. Архивировано 11 января 2022 года.
51. ↑  Lazareva, Inna (15 мая 2016). Israel lied about Isil soldiers entering Gaza to justify its siege, Hamas claims. The Telegraph. Архивировано 11 января 2022. Дата обращения: 9 июня 2016.
52. ↑  Dar Al Hayat (10 декабря 2005). Архивировано из оригинала 10 декабря 2005 года.
53. ↑  Kepel, Jihad, 2002: p.51
54. ↑  documentary The Qur’an aired in the UK, The Qur’an review in The Independent
55. ↑  Yahya Birt, an academic who is director of The City Circle, a networking body of young British Muslim professionals, quoted in Wahhabism: A deadly scripture| Paul Vallely 01 November 2007
56. ↑  Saudi Arabia, Wahhabism and the Spread of Sunni Theofascism Архивировано {{{2}}}.| By Ambassador Curtin Winsor, Ph.D.
57. ↑  Roy, Failure of Political Islam, 1994: p.118
58. ↑  Kaim, Markus. Great powers and regional orders: the United States and the Persian Gulf. — Ashgate Publishing, 2008. — P. 68. — ISBN 978-0-7546-7197-8.
59. ↑  Al-Rasheed, Madawi. A History of Saudi Arabia. — Cambridge University Press, 2010. — P. 178, 222. — ISBN 978-0-521-74754-7.
60. ↑  Chair: Maurice R. Greenberg. Task Force Report Terrorist Financing. October 2002. Council on Foreign Relations. Дата обращения: 17 мая 2014.
61. ↑  Spillius, Alex (5 декабря 2010). Wikileaks: Saudis 'chief funders of al-Qaeda'. London: Telegraph. Дата обращения: 28 апреля 2011.
62. ↑  US embassy cables: Hillary Clinton says Saudi Arabia 'a critical source of terrorist funding'. The Guardian. London. 5 декабря 2010.
63. ↑  Walsh, Declan (5 декабря 2010). WikiLeaks cables portray Saudi Arabia as a cash machine for terrorists. The Guardian. London.
64. ↑  Fueling Terror. Institute for the Analysis of Global Terror. Дата обращения: 29 июля 2011.
65. ↑  Gause III, F. Gregory (Spring 2002). Be Careful What You Wish for: The Future of U.S.-Saudi Relations. World Policy Journal. 19 (1): 37–50. doi:10.1215/07402775-2002-2010. It is undoubtedly true that the extremely strict, intolerant version of Islam that is taught and practices in Saudi Arabia created the milieu from which Osama bin Laden and his recruits emerged.
66. ↑  Fuller, Thomas (31 января 2002). Driving Al-Qaeda: Religious Decrees: Terrorism Expert Lays Out the Evidence. [quoting Lebanese-born French analyst, Roland Jacquard] Bin Laden may be the CEO of [al-Qaeda] but there's a whole board of directors in Saudi Arabia and other countries around the Gulf.
67. ↑  Walker, Stephanie. Interview with Rohan Gunaratna. dr.ntu.edu.sg. — «The Saudi export of Wahabiism has helped bring about the current Islamist milieu. Saudis must reform their educational system and they must create a modern education system.t». Дата обращения: 22 октября 2014. Архивировано из оригинала 13 августа 2017 года.
68. ↑  Schwartz, Stephen. The Two Faces of Islam: Saudi Fundamentalism and Its Role in Terrorism. — Knopf Doubleday Publishing Group, 2002. — ISBN 9781400076291.
69. ↑  Lynch III, Thomas F. Sunni and Shi'a Terrorism Differences that Matter. gsmcneal.com 17, 24–40, 53, 74. Combating Terrorism Center at West Point (29 декабря 2008). Дата обращения: 22 октября 2014.
70. ↑  Al-Qaeda: the misunderstood Wahhabi connection and the ideology of violence (PDF). Middle East Programme (1). Washington, D.C.: THE ROYAL INSTITUTE OF INTERNATIONAL AFFAIRS. February 2003. Архивировано из оригинала (PDF) 2022-01-04. Дата обращения: 2021-11-17. {{cite journal}}: |archive-date= / |archive-url= несоответствие временной метки; предлагается 4 января 2022 (справка)
71. ↑  Sozek, Jonathan. Osama bin Laden's Global Islamism and Wahhabi Islam. McGill University 34.
72. ↑  Doran, Michael Scott (8 декабря 2001). Gods and monsters. Дата обращения: 28 октября 2014.
73. ↑  Gold, Hatred’s Kingdom, 2003: p.12
74. ↑  Crooke, Alastair (30 марта 2017). You Can't Understand ISIS If You Don't Know the History of Wahhabism in Saudi Arabia. HuffPost. New York. Архивировано 28 августа 2014. Дата обращения: 28 июня 2021.
75. ↑  Wahhabist Ideology: What It Is And Why It's A Problem. HuffPost. New York. 22 декабря 2016. Архивировано 8 апреля 2020. Дата обращения: 28 июня 2021.
76. ↑  Bunzel, Cole (March 2015). From Paper State to Caliphate: The Ideology of the Islamic State (PDF). The Brookings Project on U.S. Relations with the Islamic World. 19. Washington, D.C.: Center for Middle East Policy (Brookings Institution): 1–48. Архивировано (PDF) 2015-03-21. Дата обращения: 2021-06-28. {{cite journal}}: |archive-date= / |archive-url= несоответствие временной метки; предлагается 21 марта 2015 (справка)
77. ↑  Kirkpatrick, David D. (24 сентября 2014). ISIS' Harsh Brand of Islam Is Rooted in Austere Saudi Creed. The New York Times. New York City. Архивировано 6 октября 2014. Дата обращения: 5 июля 2021.